# Olíbano

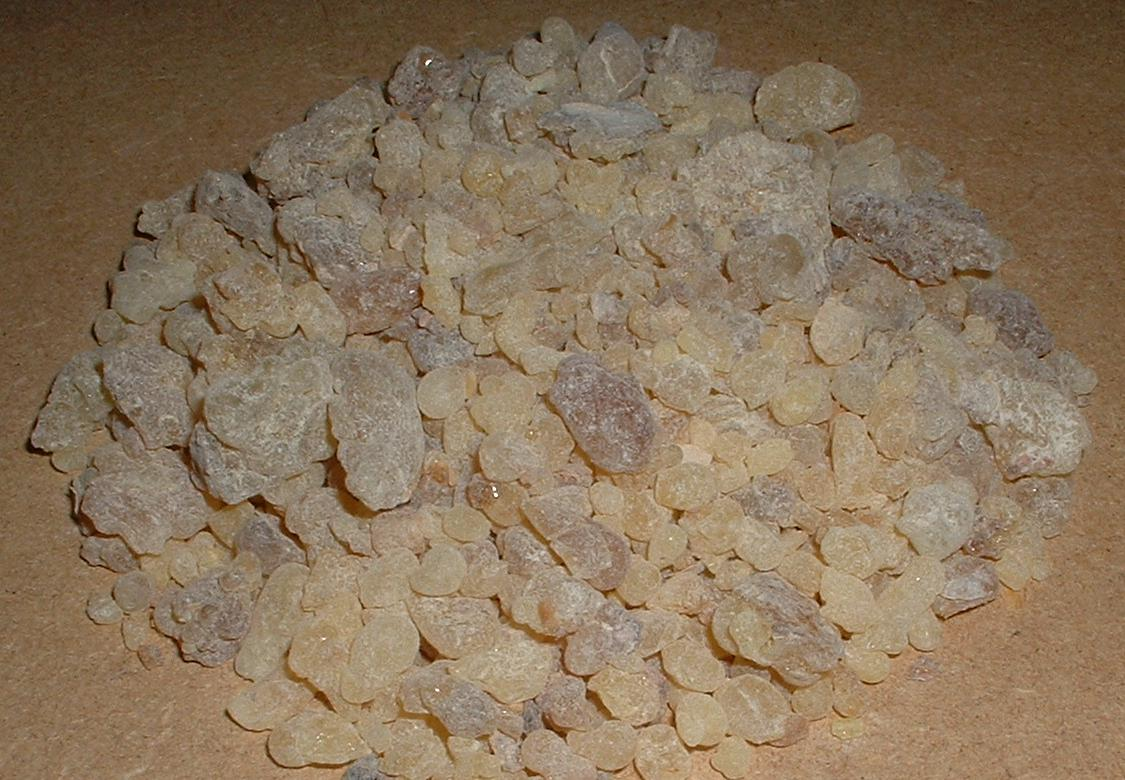
Resina de olíbano

O olíbano, também conhecido como franquincenso, é uma resina aromática muito usada na perfumaria e fabricação de incensos. É obtido de árvores africanas e asiáticas do gênero Boswellia.
O nome franquincenso refere-se a sua proeminência como o "verdadeiro" ou "franco" incenso, já olíbano é derivado do árabe al-lubán ("a goma"), em referência à resina ou goma aromática que se extrai da árvore de olíbano.
O olíbano é usado generosamente em ritos religiosos. De acordo com Mateus 2:11, ouro, franquicenso e mirra foram os três presentes dados a Jesus pelos Reis Magos que vinham do Oriente. O surgimento do Cristianismo empobreceu o mercado do olíbano durante o século IV, a desertificação fez com que as rotas de caravanas que cruzavam sobre o Rub' al-Khali se tornassem mais difíceis e o incremento das incursões dos nômades no Oriente Próximo facilitaram o fim do comércio do olíbano ao redor do ano 300.
Diz a lenda que o imperador romano Nero queimou durante um ano olíbano valioso para a cidade de Roma no funeral de sua esposa, Poppaea.

## A sua utilização sob a forma de Óleo Essencial
O Olíbano ou Franquincenso é também encontrado sob a forma de óleo essencial. Apesar de estudos ainda estarem pendentes que comprovem cientificamente os seus benefícios foram já demonstrados em vários casos que o óleo essencial é especialmente eficaz na sua ação antibacteriana e anti-inflamatória. A sua utilização é reportada desde a época dos egípcios, assírios e babilónios como indica o Novo Testamento. E já nessa altura era utilizado pelas suas propriedades curativas de problemas de pele, utilizado em rituais de limpeza e mesmo na produção de perfumes e aromas.
Segundo recentes observações o óleo tem sido capaz de ajudar a melhorar sintomas de artrite e reumatismo, a promover um funcionamento saudável do sistema gástrico e especialmente bom para o sistema respiratório ajudando com problemas de asma e alergias.
Como já antes havia sido dito é excelente para a pele ajudando a reduzir o aparecimento de manchas e a rejuvenescer a pele.